# Demopolis
Demopolis é uma cidade localizada no estado americano do Alabama, no Condado de Marengo.

## Demografia
Segundo o censo americano de 2000, a sua população era de 7 540 habitantes.
Em 2006 foi estimada uma população de 7 565, um aumento de 25 (0.3%).

## Geografia
De acordo com o United States Census Bureau, a localidade tem uma área de 32,3 km², dos quais 31,7 km² cobertos por terra e 0,6 km² cobertos por água. Demopolis localiza-se a aproximadamente 30 m acima do nível do mar.

## Localidades na vizinhança
O diagrama seguinte representa as localidades num raio de 32 km ao redor de Demopolis.